# Will Hunting - Genio ribelle
Will Hunting - Genio ribelle (Good Will Hunting) è un film del 1997 diretto da Gus Van Sant e interpretato da Matt Damon, Robin Williams, Ben Affleck, Casey Affleck, Stellan Skarsgård e Minnie Driver.
Girato a Boston, in Massachusetts, racconta la storia di un ragazzo prodigio che fa le pulizie al Massachusetts Institute of Technology (MIT). Ai premi Oscar 1998 ha trionfato nelle categorie migliore sceneggiatura originale (Matt Damon e Ben Affleck) e miglior attore non protagonista (Robin Williams). Il film è dedicato alla memoria del poeta Allen Ginsberg e dello scrittore William S. Burroughs, entrambi morti nel 1997.

## Trama
In un quartiere povero di Boston, il ventenne Will Hunting vive in modo precario e scombinato insieme ad alcuni amici, tra cui spicca il suo migliore amico Chuckie, e guadagna qualcosa pulendo i pavimenti nel dipartimento di matematica del famoso Massachusetts Institute of Technology (MIT). La sera esce e si svaga bevendo litri di birra insieme ai suoi compagni e spesso è protagonista di risse da strada; inoltre ha notevoli problemi a rapportarsi con persone che si trovano fuori della sua ristretta cerchia di conoscenze. Nel tempo libero, legge moltissimi libri di ogni genere e possiede una vasta cultura in campi completamente diversi: storia, matematica, filosofia, letteratura, scienze, giurisprudenza (grazie a cui riesce a difendersi in tribunale, evitando la galera), e così via. Tuttavia, il vero talento di Will si rivela proprio nella matematica, che riesce a padroneggiare fino ai livelli più alti e sofisticati grazie a enormi capacità logiche e di calcolo.
Un giorno, lavando i pavimenti dell'istituto, dal corridoio vede un problema molto difficile su una lavagna: l'esercizio proposto è stato scritto dal professor Gerald Lambeau, docente di matematica, come sfida ai suoi studenti. Molti ragazzi provano a risolverlo, ma nessuno vi riesce. Will osserva quel problema e, arrivato a casa dopo una serata con i suoi amici, lo studia e lo risolve, scrivendolo sullo specchio del bagno. Il giorno successivo arriva prima dell'orario di inizio di lavoro all'istituto e scrive la soluzione del problema sulla lavagna. La notizia che qualcuno ha risolto l'esercizio fa il giro della facoltà in un batter d'occhio e alla lezione successiva del professor Lambeau è presente tantissima gente che vuole sapere chi sia il genio misterioso che vi è riuscito. Lambeau dice di non saperlo e lo invita a mostrarsi al pubblico e a riscuotere la meritata gloria, ma nessuno si fa avanti.
Lambeau decide, quindi, di mettere alla prova questa persona con un nuovo esercizio, molto più complesso del precedente, cioè trovare tutti i grafi non omeomorfi composti da dieci nodi. Mentre è impegnato a scrivere la soluzione, Will viene scoperto dal professore e da un suo assistente. Inizialmente i due pensano che stia solo imbrattando le lavagne e lo sgridano; lui scappa via mandando a quel paese i due, che non riescono nemmeno a vederlo in faccia, ma poi l'assistente scopre che il ragazzo ha in realtà risolto il problema. Nel frattempo Will conosce Skylar, una studentessa di Harvard, e poco dopo viene arrestato per una rissa di strada. Lambeau lo va a trovare in prigione e gli dice che gli può procurare la libertà a patto che frequenti lezioni di matematica e si veda settimanalmente con uno psicologo.
Dopo aver preso in giro e messo in fuga molti psicologi, Lambeau contatta il dottor Sean Maguire, suo ex compagno del college con cui Will, dopo un inizio difficile, instaura un bel rapporto. Maguire viene dal suo stesso ambiente: anche lui ha subito abusi dal padre, nonché un lutto, quando il cancro gli ha ucciso la moglie. Per Will i problemi derivanti dal suo genio sono maggiori dei benefici, infatti Lambeau gli procura costantemente colloqui per prestigiosi posti di lavoro che lui sistematicamente rifiuta (una volta addirittura mandandoci Chuckie al suo posto), suscitando l'ira del professore a cui si aggiunge l'invidia quando questi si rende conto che Will fa progressi incredibili e che lo ha già ampiamente superato. L'unico che sembra poter aiutare Will è Sean, che cerca di insegnare al ragazzo il significato di un vero rapporto raccontandogli aneddoti della propria vita coniugale e mostrando indirettamente come si trovi in una situazione analoga alla sua: la morte della moglie è un evento che lo psicologo non ha affatto superato e perciò rifiuta qualsiasi nuova relazione, temendo di soffrire nuovamente.
Anche Skylar, pur essendo profondamente innamorata di Will, fa fatica ad accettare di essere costretta a studiare ore e ore per ottenere scarsi risultati mentre lui in poco tempo è capace di fare meglio. Emblematico è l'esempio in cui lui le propone un appuntamento, lei dice che non può perché da giorni cerca di risolvere un complesso problema di chimica e la data di consegna si avvicina pericolosamente, allora lui va da solo in un bar e torna da lei pochi minuti più tardi con un tovagliolo con su scritta la soluzione del problema. Come se non bastasse, anche lui nutre seri dubbi sulla loro relazione, a causa del suo carattere scontroso e della sua incapacità di fidarsi totalmente degli altri. Quando Skylar gli chiede di andare in California con lui, i due litigano e Will, impaurito dalla possibilità che la loro storia vada male, decide di lasciarla dicendole che non l'ama. Skylar, disperata e delusa, parte da sola.
La settimana dopo Will, parlando con Chuckie, ammette che per lui non sarebbe un problema fare il muratore tutta la vita, ma l'amico, che lo ha sempre appoggiato, gli dice che invece dovrebbe sfruttare il dono che ha per costruirsi una vita migliore: Will ha delle possibilità che tutti, soprattutto Chuckie e gli altri amici, vorrebbero avere, ma le sta sprecando per codardia e paura di cambiare. Will nega, ma Chuckie lo zittisce, dicendogli che la parte migliore della propria giornata è quando compie il tragitto per venire a prenderlo in auto tutti i giorni, nel quale spera che Will se ne sia andato via senza una parola, per costruirsi un futuro. Sean mostra quindi a Will il suo fascicolo, riempito con diverse perizie psichiatriche che mettono in luce i problemi del ragazzo: in breve, Will è terrorizzato dall'idea di essere abbandonato e quindi, quando stringe legami affettivi, allontana gli altri prima che ciò possa accadere.
Comprendendo la grave sofferenza del ragazzo, Sean gli dice che non è assolutamente sua la colpa per quello che ha subito durante l'infanzia e, grazie a una calcolata insistenza, riesce a farlo uscire dalla sua "corazza" e a farlo scoppiare in un pianto liberatorio. Con fare paterno, Sean lo abbraccia e gli dice di non dare retta alle parole di Lambeau, il quale pensa, invece, che il ragazzo dovrebbe dedicare il suo genio all'umanità, senza curarsi dei suoi sentimenti. Alla fine, Will capisce che Chuckie e Sean hanno ragione, quindi accetta una delle proposte lavorative e ringrazia per l'aiuto Sean, che nel frattempo ha deciso di prendersi un anno sabbatico e di viaggiare per il mondo in modo da riorganizzare la propria vita, riconciliandosi nel frattempo con Lambeau. Qualche tempo dopo Chuckie va a prendere Will, come ogni mattina, ma la casa è vuota: Will ha deciso di lasciar perdere il lavoro offertogli da Lambeau e di raggiungere Skylar in California, con gran gioia di Chuckie che si allontana speranzoso che Will potrà condurre una vita migliore della sua.

## Produzione
Ben Affleck e Matt Damon scrissero originariamente la sceneggiatura come una sorta di thriller incentrato su un giovane uomo, residente nei bassifondi di Boston, la cui intelligenza superiore viene notata dall'FBI che vorrebbe reclutarlo come agente segreto. Successivamente Rob Reiner, il presidente della Castle Rock Entertainment, chiese loro di eliminare gli aspetti thriller della storia per focalizzarsi sul rapporto tra Will Hunting e il suo psicologo. Su richiesta di Reiner, il noto sceneggiatore William Goldman lesse il copione e suggerì che il punto focale del film avrebbe dovuto essere la decisione di Will di seguire la propria ragazza in California. Goldman ha sempre negato categoricamente le persistenti voci circa le quali sarebbe stato il vero autore del copione di Good Will Hunting. Nel suo libro di memorie Which Lie Did I Tell? Goldman scherzò a proposito di queste voci scrivendo: "Non l'ho solo supervisionato. Lo scrissi io dall'inizio alla fine!", prima di liquidare queste affermazioni come dicerie senza fondamento.
La Castle Rock acquistò la sceneggiatura per 675000 dollari anziché i 775000 richiesti, adducendo il fatto che Affleck e Damon avrebbero ricevuto un pagamento aggiuntivo di altri 100000 dollari se il film fosse entrato in produzione e concedendo loro i diritti d'autore. Tuttavia molte case di produzione non volevano Affleck e Damon nei ruoli principali, preferendo star affermate come Brad Pitt e Leonardo DiCaprio. Alla fine fu la Miramax a rilevare i diritti dalla Castle Rock, mettendo in produzione l'opera.
Dopo l'acquisizione dei diritti, la Miramax diede il via libera alla lavorazione del film. Per la regia furono presi in considerazione diversi nomi famosi come Mel Gibson, Michael Mann e Steven Soderbergh. Inizialmente Affleck aveva chiesto che fosse Kevin Smith a dirigere la pellicola. Smith però declinò l'offerta e di conseguenza Affleck e Damon scelsero Gus Van Sant, con l'approvazione finale della Miramax.

### Riprese
Will Hunting - Genio ribelle venne girato a Boston e Toronto tra aprile e giugno del 1997. Anche se la storia è ambientata a Boston, gran parte del film venne girata in Canada a Toronto, utilizzando gli interni della Università di Toronto come fossero quelli del MIT e dell'Università di Harvard. Le scene nelle aule scolastiche furono girate nel McLennan Physical Laboratories dell'università di Toronto e nella Central Technical School. Inizialmente Harvard non autorizzò riprese all'interno delle sue proprietà, ma in seguito concesse l'utilizzo di alcune location dopo l'intercessione dell'attore John Lithgow, ex studente di Harvard. Similmente solo gli esterni del Bunker Hill Community College furono filmati a Boston; tuttavia l'ufficio di Sean ricostruito a Toronto era una replica esatta di uno di quelli del college.
Il ristorante dove Lambeau incontra Sean è il Locke-Ober, a Winter Place. Il locale ha chiuso nel 2012. Le scene girate nel bar "Southie" provengono dalla Woody's L St. Tavern di Boston. Le case di Will (190 West 6th Street) e Sean (261 E Street), anche se distanti nella finzione filmica, in realtà sono situate vicine sulla medesima strada, la Bowen Street. Il "Bow and Arrow Pub", che si trovava all'angolo tra Bow Street e Massachusetts Avenue a Cambridge, funse da bar degli studenti di Harvard dove Will incontra Skylar per la prima volta. La scena del primo bacio tra Will e Skylar venne girata al The Tasty, oggi rimpiazzato da una banca, all'angolo tra JFK e Brattle Street.
Il cast contribuì considerevolmente alla riuscita dell'opera con improvvisazioni sul set di vario genere. Robin Williams, Ben Affleck e Minnie Driver diedero ciascuno significativi contributi alla psicologia dei loro personaggi. L'ultima frase pronunciata da Robin Williams nel film, come anche la scena in cui racconta della flatulenza notturna della moglie defunta, furono totalmente improvvisate dall'attore e colsero di sorpresa tutta la troupe. Secondo quanto dichiarato da Damon nel commento audio all'edizione in DVD del film, ciò causò un'esplosione di ilarità da parte di un cameraman e nella scena è visibile un leggero ondeggiamento della macchina da presa dovuto alle risa dell'uomo.

## Colonna sonora
La canzone Miss Misery fu candidata per l'Oscar alla migliore canzone nel 1998 e perse contro My Heart Will Go On di Céline Dion, tratta dal film Titanic.
La colonna sonora del film è stata pubblicata il 18 novembre 1997 dall'etichetta discografica Capitol Records.

### Tracce
1. Between the Bars - Elliott Smith
2. As the Rain - Jeb Loy Nichols
3. Angeles - Elliott Smith
4. No Name #3 - Elliott Smith
5. Fisherman's Blues - The Waterboys
6. Why Do I Lie? - Luscious Jackson
7. Will Hunting (Main Titles) - Danny Elfman & Steve Bartek
8. Between the Bars - Elliott Smith
9. Say Yes - Elliott Smith
10. Baker Street - Gerry Rafferty
11. Somebody's Baby - Andru Donalds
12. Boys Better - The Dandy Warhols
13. How Can You Mend a Broken Heart - Al Green
14. Miss Misery - Elliott Smith
15. Weepy Donuts - Danny Elfman & Steve Bartek

Afternoon Delight degli Starland Vocal Band compare come sigla di chiusura dopo Miss Misery, ma non nella colonna sonora ufficiale.

## Accoglienza

### Incassi
La pellicola incassò 138 433 435 dollari in Nord America e 87 500 000 dollari nel resto del mondo, per una somma totale di 225 933 435 dollari, a fronte di un budget di 10 milioni.

### Critica
Il film venne accolto con ottime critiche. Sul sito Rotten Tomatoes registra il 97% delle recensioni professionali positive, definendolo "un dramma divertente e ricco di emozioni". Su IMDb ha una valutazione positiva di 8,3/10. Su Metacritic ha invece un punteggio di 71 su 100 basato su 28 recensioni.
Roger Ebert diede al film un giudizio di tre stelle su quattro, scrivendo che anche se la storia era "prevedibile", sono "i singoli momenti, non lo sviluppo, che la rendono così efficace".
Una delle scene più iconiche del film è quella della panchina nei giardini pubblici di Boston e quella panchina è diventata nel tempo luogo di pellegrinaggio di moltissimi fan di tutto il mondo. Dopo la morte di Robin Williams nel 2014, la città di Boston ha deciso di erigere una statua accanto alla panchina in memoria dell’attore.

## Riconoscimenti
- 1998 - Premio Oscar
  - Miglior attore non protagonista a Robin Williams
  - Miglior sceneggiatura originale a Matt Damon e Ben Affleck
  - Candidatura Miglior film a Lawrence Bender
  - Candidatura Migliore regia a Gus Van Sant
  - Candidatura Miglior attore protagonista a Matt Damon
  - Candidatura Miglior attrice non protagonista a Minnie Driver
  - Candidatura Miglior montaggio a Pietro Scalia
  - Candidatura Miglior colonna sonora a Danny Elfman
  - Candidatura Miglior canzone (Miss Misery) a Elliott Smith
- 1998 - Golden Globe
  - Migliore sceneggiatura a Matt Damon e Ben Affleck
  - Candidatura Miglior film drammatico
  - Candidatura Miglior attore in un film drammatico a Matt Damon
  - Candidatura Miglior attore non protagonista a Robin Williams
- 1998 - Festival di Berlino
  - Orso d'Argento Speciale a Matt Damon (per la sceneggiatura e la sua performance all'interno del film)
  - Candidatura Orso d'oro a Gus Van Sant
- 1998 - Critics' Choice Movie Award
  - Miglior attore rivelazione a Matt Damon
  - Miglior sceneggiatura originale a Matt Damon e Ben Affleck
  - Candidatura Miglior film
- 1998 - MTV Movie Award
  - Candidatura Miglior film
  - Candidatura Migliore performance maschile a Matt Damon
  - Candidatura Miglior coppia a Matt Damon e Ben Affleck
  - Candidatura Miglior bacio a Minnie Driver e Matt Damon
- 1998 - Satellite Award
  - Migliore sceneggiatura originale a Matt Damon e Ben Affleck
  - Candidatura Miglior film drammatico a Lawrence Bender
  - Candidatura Migliore regia a Gus Van Sant
  - Candidatura Miglior attore in un film drammatico a Matt Damon
  - Candidatura Miglior attore non protagonista a Robin Williams
  - Candidatura Migliore attrice non protagonista a Minnie Driver
- 1998 - Screen Actors Guild Award
  - Miglior attore non protagonista a Robin Williams
  - Candidatura Miglior cast
  - Candidatura Miglior attore cinematografico a Matt Damon
  - Candidatura Migliore attrice non protagonista a Minnie Driver
- 1998 - European Film Award
  - Miglior europeo in un film non europeo a Stellan Skarsgård
- 1997 - National Board of Review Award
  - Migliori dieci film
  - Premio Speciale a Matt Damon e Ben Affleck (Per la Sceneggiatura)
- 1999 - Chicago Film Critics Association Award
  - Miglior performance rivelazione a Matt Damon
  - Candidatura Miglior performance rivelazione a Ben Affleck
- 1998 - Directors Guild of America
  - Candidatura DGA Award a Gus Van Sant
- 1998 - American Cinema Editors
  - Candidatura Miglior montaggio a Pietro Scalia
- 1999 - Empire Award
  - Candidatura Miglior film
- 1999 - Awards of the Japanese Academy
  - Candidatura Miglior film straniero
- 1998 - BMI Film & TV Award
  - Miglior colonna sonora a Danny Elfman
- 1999 - Blockbuster Entertainment Award
  - Attore preferito a Matt Damon
  - Candidatura Attrice preferita a Minnie Driver
- 1998 - Chlotrudis Award
  - Candidatura Migliore sceneggiatura a Matt Damon e Ben Affleck
- 1998 - Florida Film Critics Circle Award
  - Migliore sceneggiatura a Matt Damon e Ben Affleck
- 1999 - Golden Trailer Award
  - Miglior film
- 1998 - Humanitas Prize
  - Humanitas Prize
- 1999 - Las Vegas Film Critics Society Award
  - Miglior performance rivelazione a Matt Damon
- 1999 - London Critics Circle Film Award
  - Attrice non protagonista dell'anno a Minnie Driver
  - Candidatura Attore dell'anno a Matt Damon
  - Candidatura Sceneggiatore dell'anno a Matt Damon e Ben Affleck
- 1998 - Motion Picture Sound Editors
  - Candidatura Miglior montaggio sonoro (Musica)
- 1998 - Online Film Critics Society Award
  - Candidatura Migliore sceneggiatura a Matt Damon e Ben Affleck
- 1998 - PGA Award
  - Candidatura Miglior produttore dell'anno a Lawrence Bender
- 1998 - Writers Guild of America
  - Candidatura WGA Award a Matt Damon e Ben Affleck